# Eugen Bleuler
Paul Eugen Bleuler (30. travnja 1857. – 15. srpnja 1939.) bio je švicarski psihijatar i humanist, poznat po svojim doprinosima shvaćanju duševnih bolesti. Bleuler je skovao termine shizofrenija, shizoidni i autizam.

## Životopis
Eugen Bleuler rođen je 1857. godine u Zollikonu, u Švicarskoj. Bio dijete imućnog zemljoradnika Johanna Rudolfa Bleulera i Pauline Bleuler-Bleuler.
Eugen Bleuler studirao je medicinu u Zürichu. Njegov je nastavnik bio psihijatar Gottlieb Burckhardt. Bleuler je postao ravnatelj umobolnice u Rheinauu koja je bila smještena u starom samostanu na otoku. Klinika je bila poznata po manjku efektivnosti, što je Bleuler pokušao ispraviti. Godine 1898., Bleuler je postao profesor psihijatrije u Burghölzliu. 
Dr. Bleuler opisan je kao jedan od najutjecajnijih švicarskih psihijatara zbog doprinosa psihijatriji i psihologiji. Slijedeći svoje zanimanje za hipnozu, Bleulera je zaintrigirao rad neurologa Sigmunda Freuda te je »skovao« izraz »shizofrenija«. Shizofrenija je bila poznata kao dementia praecox – bolest karakteriziraju deluzije, halucinacije i zaravnjen afekt. Bleuler je objavio studiju Dementia Praecox, oder Gruppe der Schizophrenien.